# Jaunac
Jaunac est une commune française, située dans le département de l'Ardèche en région Auvergne-Rhône-Alpes.
Ses habitants sont appelés les Jaunassiens et les Jaunassiennes.

## Géographie

### Situation et description
Jaunac est un petit village à l'aspect essentiellement rural de la communauté de communes Val'Eyrieux, située dans la partie septentrionale du département de l'Ardèche.

### Climat
Pour des articles plus généraux, voir Climat d'Auvergne-Rhône-Alpes et Climat de l'Ardèche.
En 2010, le climat de la commune est de type climat méditerranéen franc, selon une étude du CNRS s'appuyant sur une série de données couvrant la période 1971-2000. En 2020, Météo-France publie une typologie des climats de la France métropolitaine dans laquelle la commune est exposée à un climat de montagne ou de marges de montagne et est dans la région climatique Sud-est du Massif Central, caractérisée par une pluviométrie annuelle de 1 000 à 1 500 mm, minimale en été, maximale en automne.
Pour la période 1971-2000, la température annuelle moyenne est de 11,4 °C, avec une amplitude thermique annuelle de 16,8 °C. Le cumul annuel moyen de précipitations est de 1 468 mm, avec 8,9 jours de précipitations en janvier et 5,6 jours en juillet. Pour la période 1991-2020, la température moyenne annuelle observée sur la station météorologique de Météo-France la plus proche, « Cheylard Sa », sur la commune du Cheylard à 2 km à vol d'oiseau, est de 12,2 °C et le cumul annuel moyen de précipitations est de 1 178,7 mm,. Pour l'avenir, les paramètres climatiques de la commune estimés pour 2050 selon différents scénarios d'émission de gaz à effet de serre sont consultables sur un site dédié publié par Météo-France en novembre 2022.

### Hydrographie
Le territoire communal est bordé dans sa partie septentrionale par l'Eyrieux, rivière de 83,5 km de longueur qui rejoint la rive droite du Rhône au niveau de la commune de La Voulte-sur-Rhône.

### Voies de communication
Le territoire de la commune est situé à l'écart des grands axes routiers. La RD120 permet de la relier aux communes du Cheylard et de Saint-Martin-de-Valamas.

### Lieux-dits, hameaux et écarts
- Brion : voir plus bas

## Urbanisme

### Typologie
Au 1er janvier 2024, Jaunac est catégorisée commune rurale à habitat dispersé, selon la nouvelle grille communale de densité à 7 niveaux définie par l'Insee en 2022.
Elle est située hors unité urbaine. Par ailleurs la commune fait partie de l'aire d'attraction du Cheylard, dont elle est une commune de la couronne,. Cette aire, qui regroupe 20 communes, est catégorisée dans les aires de moins de 50 000 habitants,.

### Occupation des sols
L'occupation des sols de la commune, telle qu'elle ressort de la base de données européenne d’occupation biophysique des sols Corine Land Cover (CLC), est marquée par l'importance des forêts et milieux semi-naturels (84,3 % en 2018), une proportion identique à celle de 1990 (84,3 %). La répartition détaillée en 2018 est la suivante : 
forêts (59,7 %), milieux à végétation arbustive et/ou herbacée (24,6 %), zones agricoles hétérogènes (15,7 %).
L'évolution de l’occupation des sols de la commune et de ses infrastructures peut être observée sur les différentes représentations cartographiques du territoire : la carte de Cassini (XVIIIe siècle), la carte d'état-major (1820-1866) et les cartes ou photos aériennes de l'IGN pour la période actuelle (1950 à aujourd'hui).

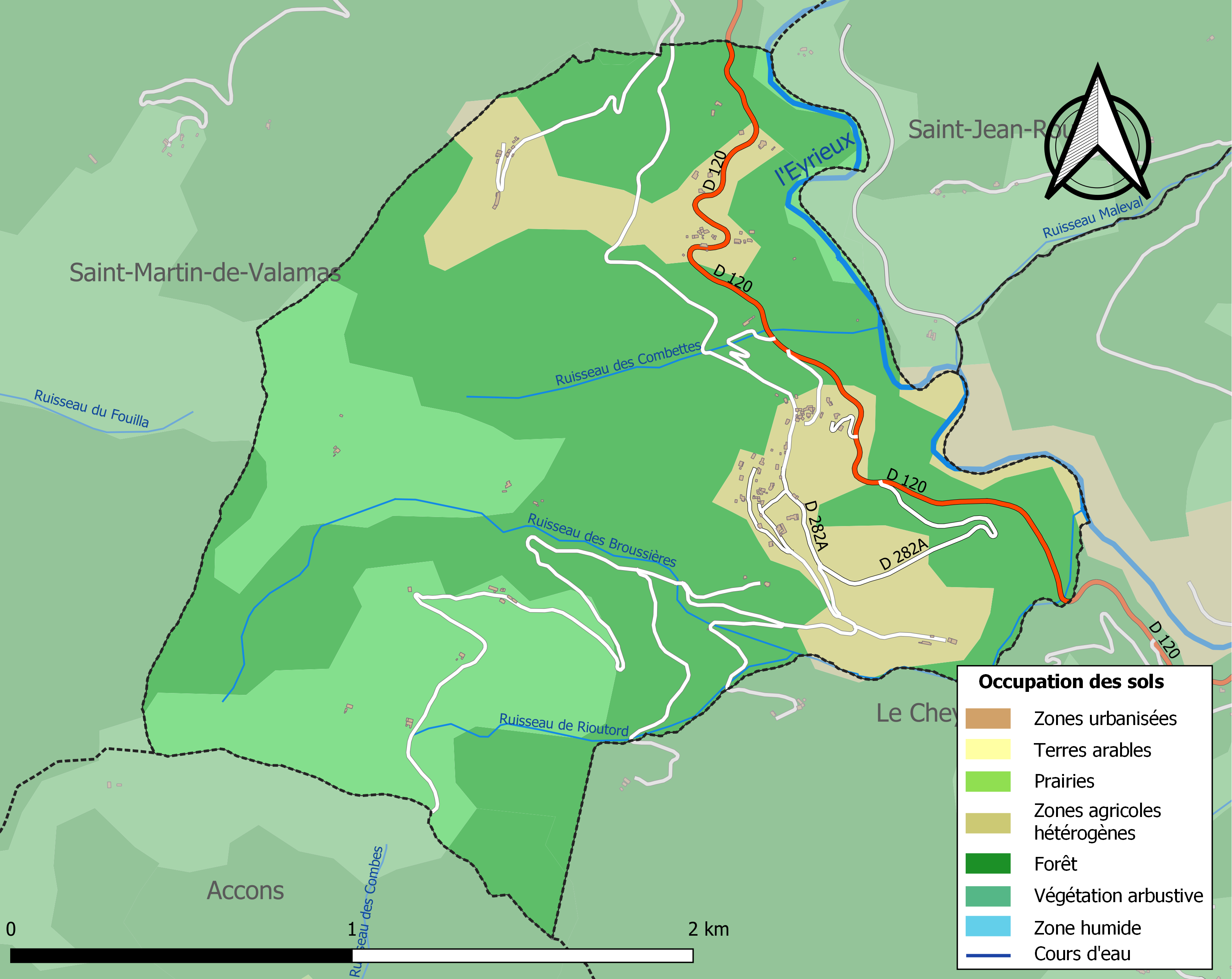
Carte des infrastructures et de l'occupation des sols de la commune en 2018 (CLC).

### Administration municipale

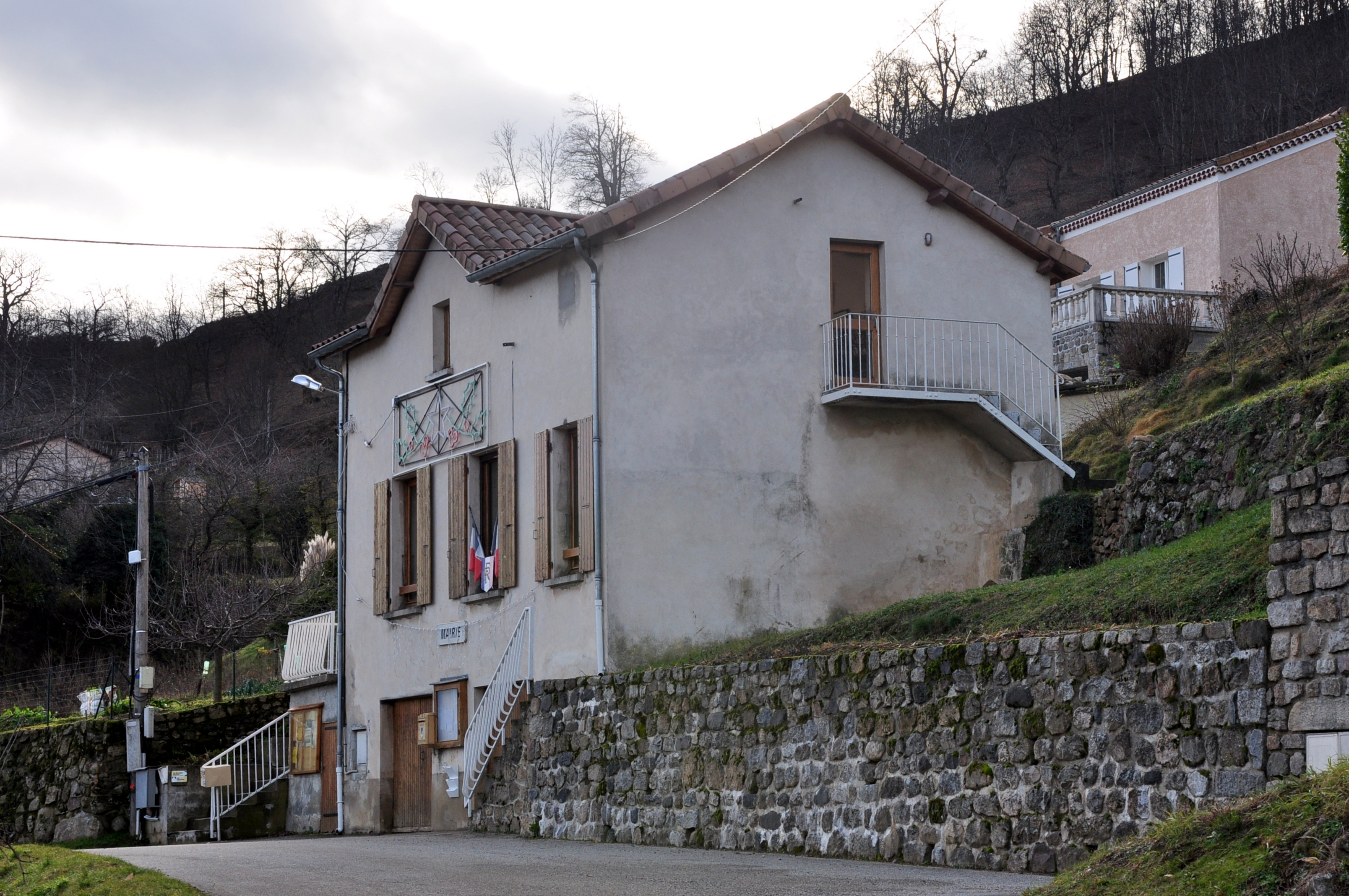
Mairie de Jaunac.

## Politique et administration

### Budget et fiscalité 2014
En 2014, le budget de la commune était constitué ainsi :
- total des produits de fonctionnement : 111 000 €, soit 757 € par habitant ;
- total des charges de fonctionnement : 85 000 €, soit 576 € par habitant ;
- total des ressources d'investissement : 83 000 €, soit 566 € par habitant ;
- total des emplois d'investissement : 20 000 €, soit 138 € par habitant ;
- endettement : 27 000 €, soit 180 € par habitant.

Avec les taux de fiscalité suivants :
- taxe d'habitation : 13,64 % ;
- taxe foncière sur les propriétés bâties : 15,07 % ;
- taxe foncière sur les propriétés non bâties : 105,35 % ;
- taxe additionnelle à la taxe foncière sur les propriétés non bâties : 0,00 % ;
- cotisation foncière des entreprises : 0,00 %.

### Liste des maires
| Période                                  | Période                       | Identité        | Étiquette | Qualité     |
| ---------------------------------------- | ----------------------------- | --------------- | --------- | ----------- |
| Les données manquantes sont à compléter. |                               |                 |           |             |
| juin 1995                                | mai 2020                      | Jean-Luc Boulon | DVD       | Agriculteur |
| mai 2020                                 | janvier 2023 (démission)      | Sébastien Mazat |           |             |
| 27 janvier 2023                          | En cours (au 9 novembre 2023) | Alain Clauzier  |           |             |

## Population et société

### Démographie

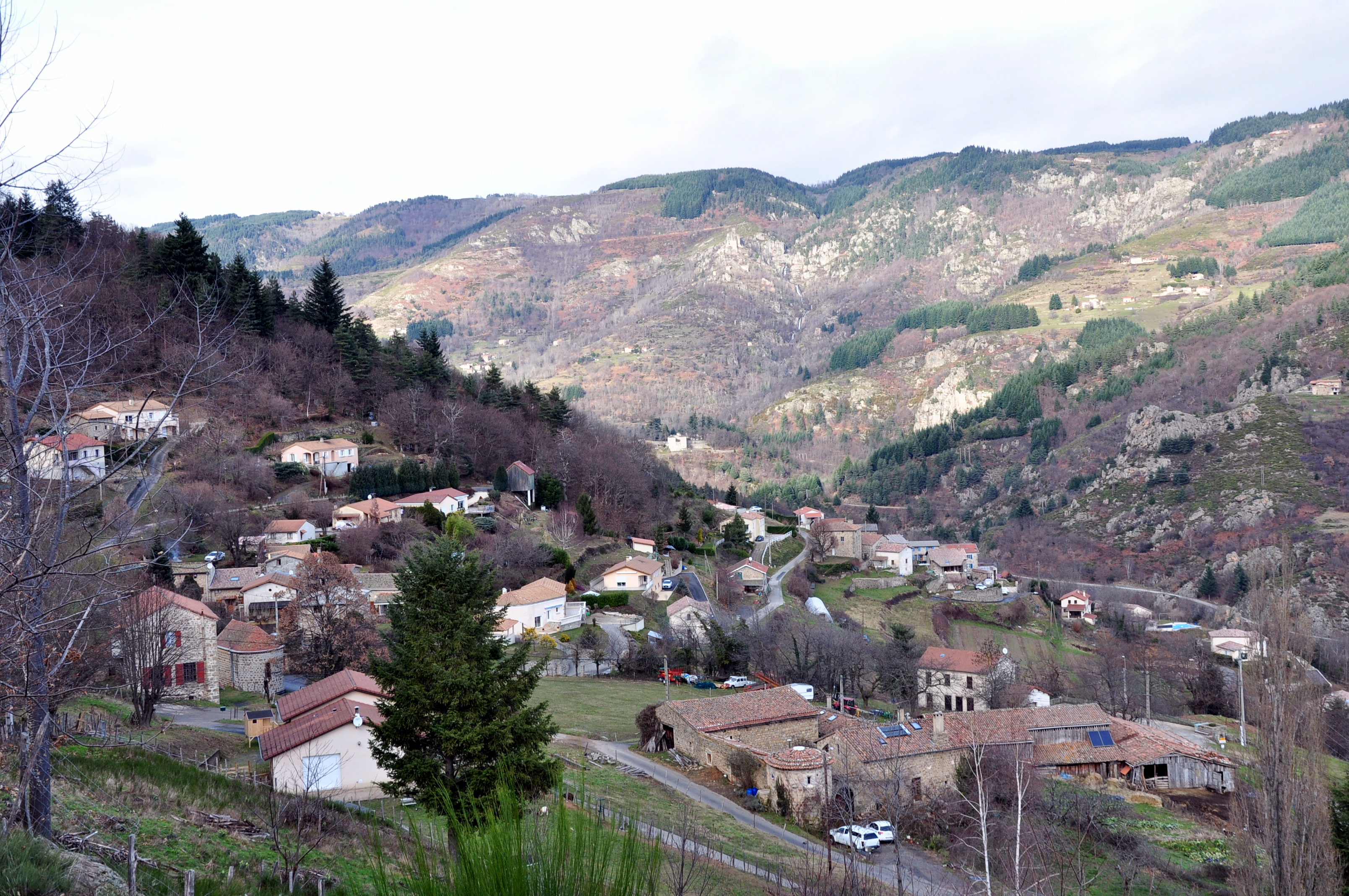
Village de Jaunac depuis l'église Saint-Pierre.

L'évolution du nombre d'habitants est connue à travers les recensements de la population effectués dans la commune depuis 1793. Pour les communes de moins de 10 000 habitants, une enquête de recensement portant sur toute la population est réalisée tous les cinq ans, les populations de référence des années intermédiaires étant quant à elles estimées par interpolation ou extrapolation. Pour la commune, le premier recensement exhaustif entrant dans le cadre du nouveau dispositif a été réalisé en 2008.

En 2022, la commune comptait 121 habitants, en évolution de −7,63 % par rapport à 2016 (Ardèche : +2,48 %, France hors Mayotte : +2,11 %).
| 1793 | 1800 | 1806 | 1821 | 1831 | 1836 | 1841 | 1846 | 1851 |
| ---- | ---- | ---- | ---- | ---- | ---- | ---- | ---- | ---- |
| 350  | 304  | 520  | 360  | 381  | 383  | 243  | 255  | 242  |

| 1856 | 1861 | 1866 | 1872 | 1876 | 1881 | 1886 | 1891 | 1896 |
| ---- | ---- | ---- | ---- | ---- | ---- | ---- | ---- | ---- |
| 236  | 256  | 227  | 235  | 247  | 241  | 243  | 230  | 231  |

| 1901 | 1906 | 1911 | 1921 | 1926 | 1931 | 1936 | 1946 | 1954 |
| ---- | ---- | ---- | ---- | ---- | ---- | ---- | ---- | ---- |
| 245  | 220  | 202  | 159  | 163  | 150  | 150  | 150  | 134  |

| 1962 | 1968 | 1975 | 1982 | 1990 | 1999 | 2006 | 2008 | 2013 |
| ---- | ---- | ---- | ---- | ---- | ---- | ---- | ---- | ---- |
| 125  | 101  | 103  | 82   | 84   | 107  | 135  | 143  | 139  |

| 2018 | 2022 | - | - | - | - | - | - | - |
| ---- | ---- | - | - | - | - | - | - | - |
| 124  | 121  | - | - | - | - | - | - | - |

### Enseignement
La commune est rattachée à l'académie de Grenoble.

### Médias
Deux organes de presse écrite de niveau régional sont distribués dans la commune :
- L'Hebdo de l'Ardèche, journal hebdomadaire français basé à Valence et diffusé à Privas depuis 1999. Il couvre l'actualité pour tout le département de l'Ardèche ;
- Le Dauphiné libéré, journal quotidien de la presse écrite française régionale distribué dans la plupart des départements de l'ancienne région Rhône-Alpes, notamment l'Ardèche. La commune est située dans la zone d'édition du Nord-Ardèche (Annonay - Le Cheylard).

### Cultes
La communauté catholique et l'église de Jaunac (propriété de la commune) dépendent de la paroisse Notre-Dame des Boutières, elle-même rattachée au diocèse de Viviers.

## Culture locale et patrimoine

### Lieux et monuments

#### Rocher de Brion

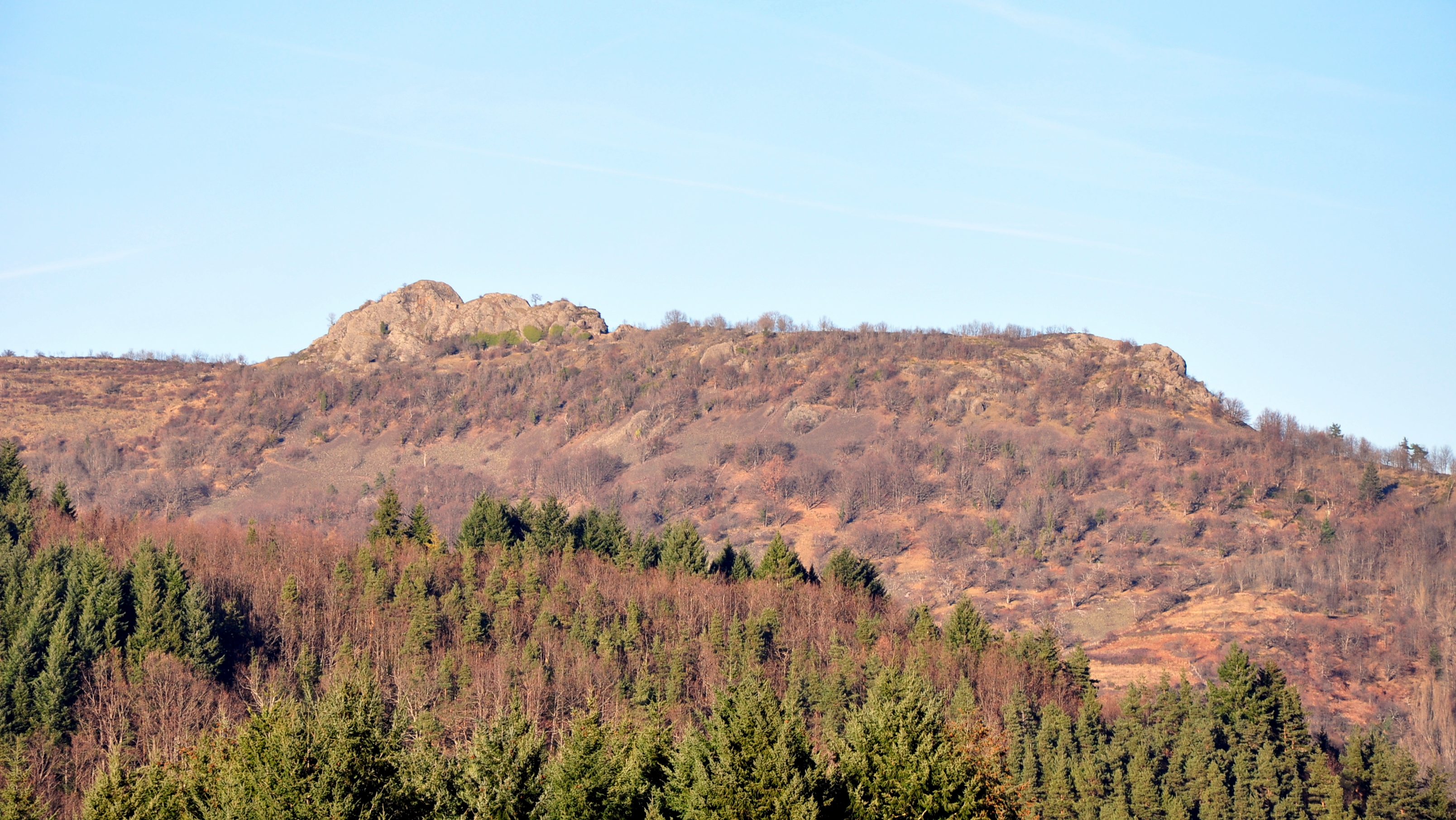
Le rocher de Brion depuis Chaussinand (Accons).

Situé à 900 mètres d'altitude, ce suc volcanique domine la vallée des Boutières. Dès le XIe siècle, un château a été construit sur cet éperon rocheux (à 1 200 m dans le SW de l'église de Jaunac) qui a donné naissance au village de Brion. Ce village médiéval a été abandonné au XIXe siècle. Il ne reste que des vestiges du château et du village.

#### Brion, un château et un village du Moyen Âge
Le rocher de Brion est un dyke basaltique, c'est-à-dire le remplissage par du basalte d'une fracture dont on peut encore admirer les magnifiques prismes dit « orgues » groupés en gerbes et en colonnades.
« Le château de Brion est mentionné pour la première fois dans la documentation médiévale au XIe siècle. Le bassin de la haute vallée de l’Eyrieux est alors entre les mains d’une puissante famille, les Chapteuil, originaire du Velay. Ceux-ci sont à l’initiative du château de Brion qu’ils construisent aux environs de l’an mil ; ils bâtissent quelques décennies plus tard le château du Cheylard. Une branche cadette de la famille Chapteuil s’établit définitivement au château de Brion et reste seigneur de celui-ci jusqu’à la fin du XVe siècle ; au XIIIe siècle, elle prend pour nom « de Brion ». En 1224, les seigneurs de Brion deviennent vassaux des comtes de Valentinois, alors fortement implantés en Vivarais.
On sait peu de choses sur le château de Brion au XIe siècle, il est toutefois vraisemblable que celui-ci s’apparente beaucoup aux châteaux des XIIe – XIVe siècles que l’on connaît mieux. Au regard des vestiges conservés et par comparaison avec d’autres sites mieux préservés, on peut imaginer que le château de Brion comprenait : 
- un donjon de pierre, implanté au sommet du rocher, comparable au donjon de Rochebonne ;
- un rempart enserrant ponctuellement les parties les plus hautes du rocher et, à l’intérieur de l’espace délimité par celui-ci, divers bâtiments dont il subsiste quelques ruines éparses.

Si les vestiges du château restent peu spectaculaires, en revanche sont beaucoup plus impressionnants les vestiges du village de Brion, fondé dans le courant du XIe siècle. Celui-ci est établi sous le château, sur la plate-forme qui prolonge l’éperon rocheux vers le sud. Il est protégé par un imposant rempart bâti en tronçons d’orgue basaltique, dont on conserve d’importantes traces.
Du village même, subsistent uniquement les ruines de quelques maisons. Cependant, des sondages archéologiques réalisés en 1999 ont montré que dans le sous-sol les vestiges enfouis des maisons du village étaient encore bien conservés.
Le village possédait une église. À l’origine simple chapelle, elle devient, dès avant le XIIIe siècle, une véritable église paroissiale. Mais le vocable et la localisation précise de cette église restent à déterminer.
L’apogée du village de Brion se situe aux XIIe – XIIIe siècles. Comme tous les villages de ce type en Europe, Brion est frappé de plein fouet par les crises du Moyen Âge finissant. Épidémies, guerres, crises économiques font des XIVe et XVe siècles une période critique pour des villages situés dans des conditions topographiques difficiles, à distance des meilleurs terroirs et des axes de circulation majeurs. Brion, qui se vide alors progressivement de ses habitants, ne va pas se relever de ces crises. Aux XVIe et XVIIe siècles, il ne subsiste plus qu’un hameau. L’emprise du village est pour l’essentiel recouverte d’enclos à bestiaux, construits avec les matériaux provenant de la démolition du village et du rempart, et dont on voit encore aujourd’hui les ruines. Au XVIIe siècle, l’église de Brion est abandonnée. La paroisse de Brion disparaît alors complètement, démembrée pour partie entre la vieille paroisse d’Accons et la nouvelle paroisse de Jaunac.
Dès le XVe siècle, le château lui-même est abandonné. À la mort du dernier Brion, Pierre, à l’extrême fin de ce siècle, la seigneurie de Brion passe successivement entre les mains des familles de Damas, de Lévis-Ventadour, Bayle de la Motte, de Sassenage puis du Bourg de Bosas jusqu’à la Révolution où les domaines de la seigneurie de Brion (baronnie puis comté ; cf. François-Christophe) seront finalement fractionnés entre plusieurs propriétaires. »

#### L’église

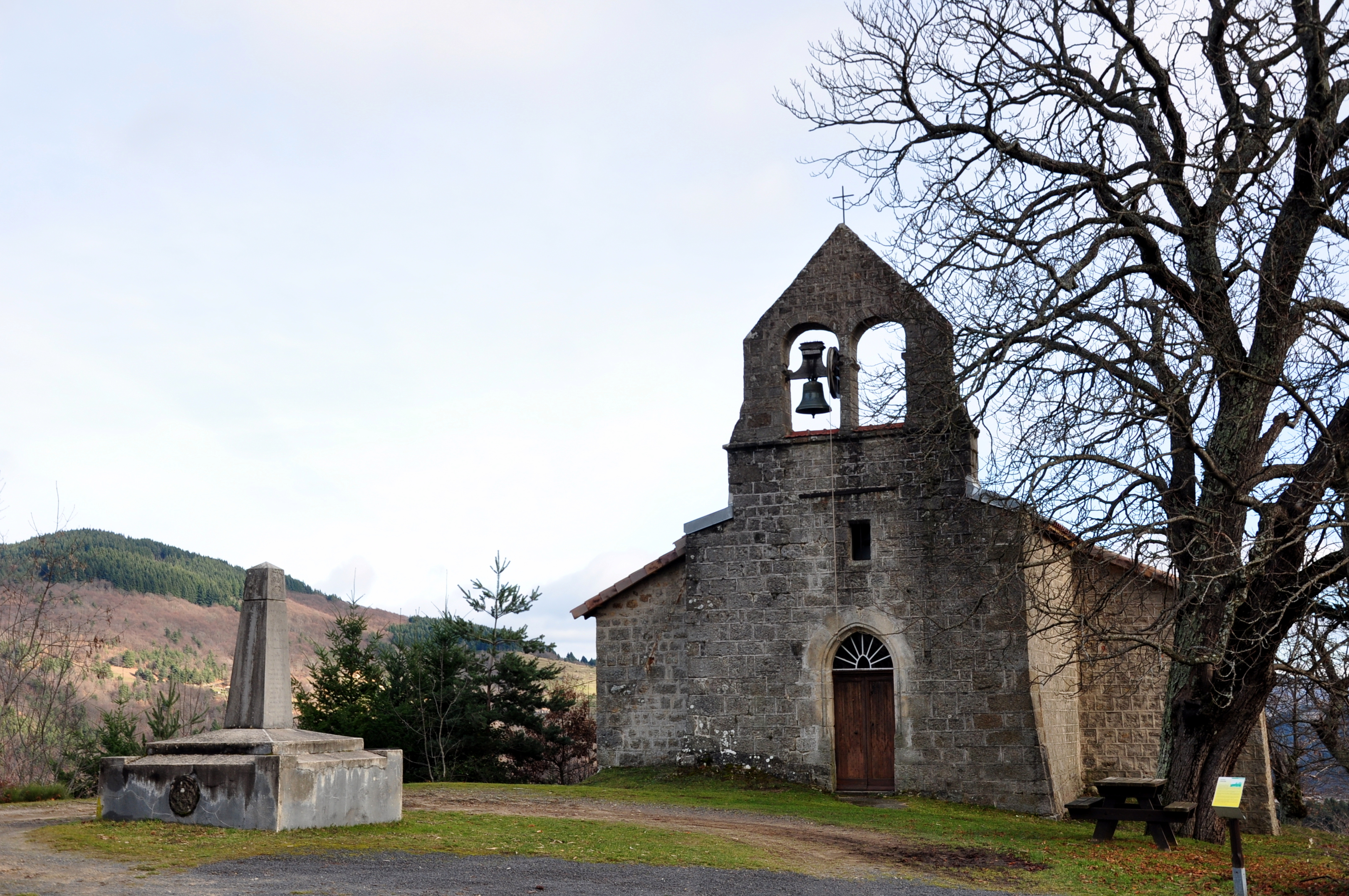
Église Saint-Pierre de Jaunac.

L’église Saint-Pierre, construite en pierres de pays, est une particularité du canton. En effet, elle est située en pleine forêt sur un promontoire isolé au-dessus du village avec une vue exceptionnelle. Sa façade principale est rehaussée d’un clocher à peigne (pignon triangulaire percé de baies où se balancent les cloches). La cloche vient d'être rénovée avec le changement de l'axe de rotation et du battant. 
L'église comporte une nef centrale et trois chapelles qui sont éclairées par un vitrail. Chapelles et chœur sont couverts de peintures à la chaux du XIXe siècle. Les murs et la nef centrale comportent une fresque colorée.
- Chapelle Notre-Dame-de-la-Pitié de Jaunac.

### Héraldique
|  | Jaunac possède des armoiries dont l'origine et le blasonnement exact ne sont pas disponibles. |